# Alaejos
Alaejos település Spanyolországban, Valladolid tartományban. Alaejos Castronuño, Siete Iglesias de Trabancos, Nava del Rey, Castrejón de Trabancos, Torrecilla de la Orden és Vadillo de la Guareña községekkel határos. Lakosainak száma 1407 fő (2024).

## Népesség
A település lakosságának változását az alábbi diagram mutatja:
| Lakosok száma | 1581 | 1627 | 1586 | 1611 | 1494 | 1429 | 1389 | 1369 | 1385 | 1407 |
|               | 2001 | 2004 | 2007 | 2009 | 2012 | 2014 | 2017 | 2019 | 2022 | 2024 |